# Álvaro Cruz
Álvaro Cruz Vargas (San Juan de Rioseco, 1949) es un político colombiano. 
El 30 de octubre de 2011 ganó la Gobernación de Cundinamarca por la alianza entre el Partido de la U, Cambio Radical, Partido Conservador y el Partido Liberal. Fue Gobernador de Cundinamarca entre los periodos 2001-2003 y 2012-2015. En agosto de 2015 renunció a su cargo de gobernador tras estar implicado en un escándalo de corrupción del Carrusel de la contratación.

## Biografía
Ingeniero Civil de la Pontificia Universidad Javeriana, 1971. Ha ejercido su profesión en firmas nacionales y multinacionales, donde participó en los más importantes proyectos hidroeléctricos del país durante más de dos décadas (años 70 y 80). Se ha desempeñado como consultor, asesor de proyectos y megaproyectos y constructor de obras civiles.
Su trayectoria política y pública se inició en 1980, año en que es elegido como concejal del municipio de San Juan de Ríoseco, cargo para el que también fue elegido en otros municipios de Cundinamarca.
Entre 1998 y 1999 fue nombrado secretario de Obras Públicas; durante este mismo periodo fue gobernador encargado en varias oportunidades. Álvaro Cruz Vargas fue elegido diputado a la Asamblea de Cundinamarca en tres períodos; ocupó el cargo de gerente general de la Corporación de Abastos de Bogotá S.A.,Cruz fue asesor financiero y jefe de obra de ICM e Incoasfaltos. Empresa investigada por presuntas irregularidades en la contratación de Bogotá. , fue Secretario de Hacienda y Secretario de Obras Públicas del Departamento y elegido popularmente como Gobernador de Cundinamarca entre 2001–2003. Siendo gobernador fue designado como Presidente de la Federación de Gobernadores
Álvaro Cruz, presentó su carta de renuncia como gobernador el 11 de agosto de 2015 al recibir citación a imputación de cargos por parte de la Fiscalía General de la Nación, con relación a su presunta participación en el Carrusel de la contratación
El 1 de octubre de 2015 el exgobernador Álvaro Cruz se entrega en la ciudad de Bogotá.
El 6 de octubre de 2015 el exgobernador Álvaro Cruz es recluido en el búnker de la fiscalía tras aceptar los cargos por su implicación en el carrusel de la contratación y por cohecho al intentar sobornar a un procurador delegado con el único fin de dilatar el proceso penal en su contra, meses después es trasladado a la cárcel La Picota. 
Mediante la resolución n.º 18 de 2015 la Sociedad Colombiana de Ingenieros impuso la máxima sanción contemplada en sus estatutos: declaró nulo su carácter de socio.

| Predecesor: Andrés González Díaz | Gobernador de Cundinamarca 2012 - 2015 | Sucesor: Guillermo Rivera Encargado Jorge Rey Titular |
| Predecesor: Andrés González Díaz | Gobernador de Cundinamarca 2001 - 2003 | Sucesor: Pablo Ardila                                 |